# Марашешти
Марашешти (рум. Mărăşeşti) град је у источном делу Румуније, у историјској покрајини Молдавији. Марашешти је трећи по важности град у округу Вранча.
Марашешти према последњем попису из 2002. имао 13.070 становника.

## Географија
Град Марашешти налази се у источном Румуније и од седишта округа, града Фокшанија, град је удаљен 25 km северно. Град је смештен у историјској покрајини Молдавији.
Марашешти је смештен у долини реке Сирет, на приближно 60 m надморске висине. Околина града је равничарска, а западно од града назиру се Карпати.

## Историја
Марашешти је чувен по бици код Марашештија, најпознатијој бици на румунском фронту у Првом светском рату.
За српску историју Марашешти је битан као место рођења краља Милана Обреновића. Родио се на имању породице своје мајке Марије Катарџи.

## Становништво
У односу на попис из 2002., број становника на попису из 2011. се смањио.
| 1966. | 1977.  | 1992.  | 2002.  | 2011.  |
| ----- | ------ | ------ | ------ | ------ |
| 6.795 | 10.521 | 12.370 | 13.070 | 10.671 |

Румуни чине огромну већину становништва Марашештија, а од мањина присутни су једино Роми.

## Знаменитости
- Маузолеј бораца Битке код Марашештија - у маузолеју је положено преко 5 хиљада тела румунских војника из Првог светског рата